# Szabadi úti református templom (Marosvásárhely)
A  Szabadi úti református templom a két világháború között erdélyi népi építészet stílusában emelt egyházi építmény, amely Marosvásárhely Egyesülés negyedében élő református hívek istentiszteleti helye.

## Története
Az 1881-ben megalakult Keresztyén Szövetség (C.E.) református lelkiségi mozgalom munkatársai, Tóthfalusi József vártemplomi lelkész támogatásával kezdték el a Maros jobb partján, a városszélen élő, különböző református családok lelki gondozását. Tóthfalusi József lelkipásztor 1927-es jelentése szerint, istentiszteleteket Nagy Kálmán asztalos házánál, vallásos összejöveteleket és evangelizáló órákat egy Szálasi nevű malom-munkás, illetve özv. Bálintné házánál tartottak. Az 1927 májusában lezajlott püspöki vizitáció alkalmával, Makkai Sándor püspök hitélet gyakorlására alkalmas imaház építését szorgalmazta. A javaslat megvalósítása 1930-ban kezdődött el azzal, hogy Tóthfalusi József lelkipásztor elkérte a presbitériumtól a Szabadi út 20 szám alatti egyházi épületet a hozzá tartozó telekkel.
Az 1936. szeptember 12-i presbiteri gyűlés templom, lelkészi lakás és gyülekezeti terem építéséről döntött a 750 lélekszámú városvégi szórvány lelki gondozásának biztosítására. 1936-1937 között, Kelemen Zsombor – a székely építészetre jellemző jegyeket Kós Károly stílusával ötvöző – terve alapján, elkészült a templom és a hozzá tartozó épületek. Az avató istentiszteleten, 1937. december 12-én Vasárhelyi János püspök tartott felszentelő beszédet.
A templom értékes beltéri bútorzattal rendelkezik. Az úrasztala Bernády György, marosvásárhelyi polgármester és vártemplomi főgondnok ajándéka 1936-ból, korán elhunyt leánya, Bernády Györgyike emlékére. A szószék és a Mózes-szék gróf Telegdy Márton és Telegdy Ilona adománya testvérük, gróf Telegdy István emlékére. 1945-ben került elhelyezésre a karzaton az 1895-ben Országh Sándor és fia által épített orgona.
Az egyházközség 1973-ban jogi szempontból is végérvényesen önállóvá vált. A templom közvetlen közelébe épített méretes panelház a templomegyüttes süllyedését okozta, amely következtében megrepedezetek a falak. E helyzet orvoslása érdekében nagy mértékű beavatkozásra került sor, amely az épület statikai megerősítéséhez vezetett. A közelmúltban restaurálási munkálatokon esett át a templom.

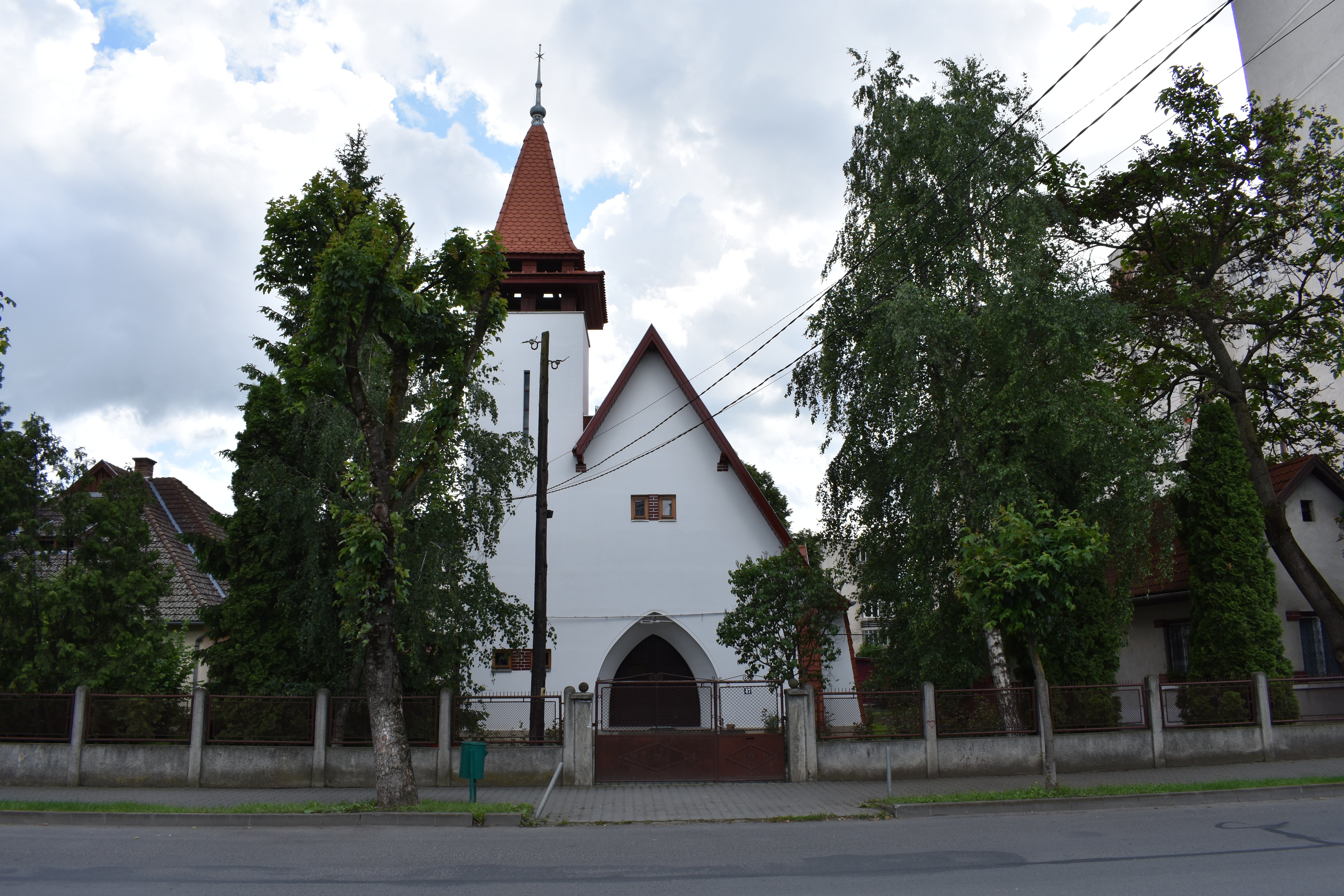
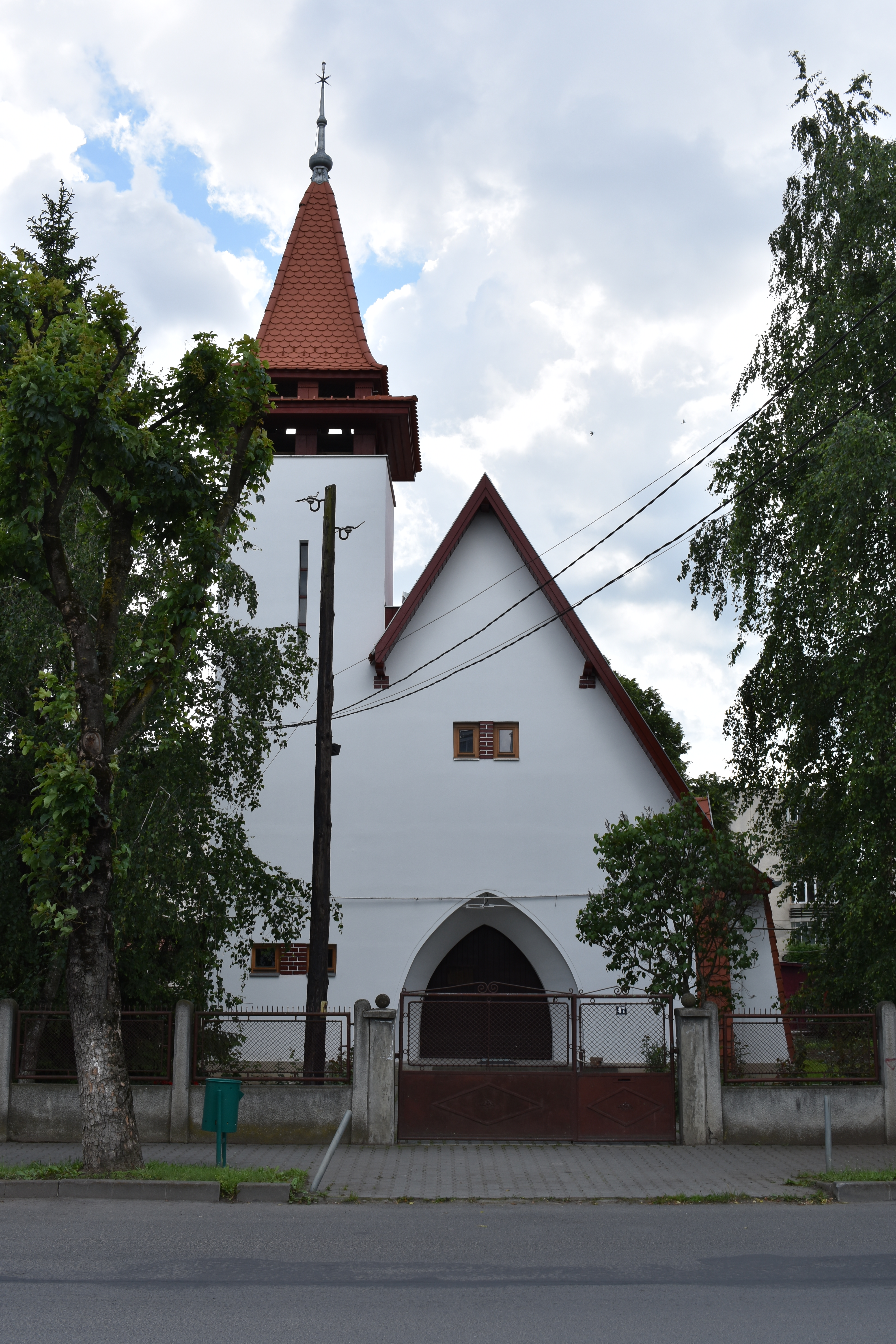
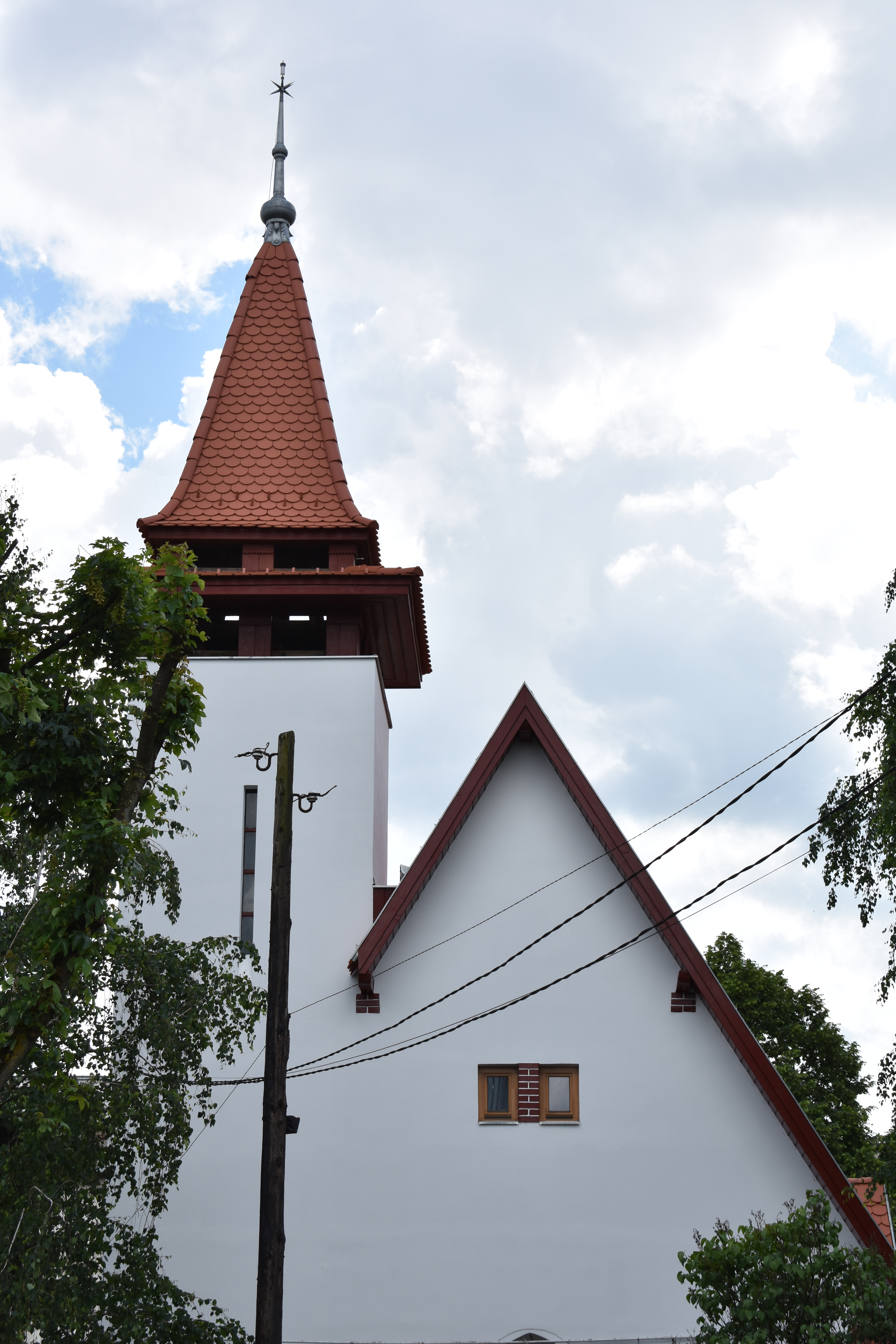